# Peace Is the Mission
Peace Is the Mission è il terzo album in studio del gruppo musicale statunitense Major Lazer, pubblicato il 1º giugno 2015 dalla Mad Decent.
Ne è uscita il 27 novembre dello stesso anno la versione Extended, contenente cinque tracce fra cui un remix di Light It Up, successivamente estratto come quarto singolo.

## Tracce
1. Be Together (feat. Wild Belle) – 3:53
2. Too Original (feat. Elliphant & Jovi Rockwell) – 3:27
3. Blaze Up the Fire (feat. Chronixx) – 3:34
4. Lean On (con DJ Snake feat. MØ) – 2:56
5. Powerful (feat. Ellie Goulding & Tarrus Riley) – 3:26
6. Light It Up (feat. Nyla) – 3:18
7. Roll the Bass – 3:46
8. Night Riders (feat. Travi$ Scott, 2 Chainz, Pusha T & Mad Cobra) – 3:53
9. All My Love (Remix feat. Ariana Grande & Machel Montano) – 3:49

## Classifiche

### Classifiche settimanali
| Classifica (2015-16) | Posizione massima |
| -------------------- | ----------------- |
| Australia            | 5                 |
| Austria              | 32                |
| Belgio (Fiandre)     | 9                 |
| Belgio (Vallonia)    | 23                |
| Danimarca            | 5                 |
| Finlandia            | 3                 |
| Francia              | 11                |
| Germania             | 40                |
| Irlanda              | 84                |
| Italia               | 26                |
| Norvegia             | 3                 |
| Nuova Zelanda        | 17                |
| Paesi Bassi          | 13                |
| Regno Unito          | 25                |
| Spagna               | 71                |
| Stati Uniti          | 12                |
| Svezia               | 4                 |
| Svizzera             | 11                |

### Classifiche di fine anno
| Classifica (2015) | Posizione |
| ----------------- | --------- |
| Australia         | 83        |
| Belgio (Fiandre)  | 111       |
| Belgio (Vallonia) | 181       |
| Danimarca         | 40        |
| Francia           | 174       |
| Stati Uniti       | 87        |
| Classifica (2016) | Posizione |
| Belgio (Fiandre)  | 173       |
| Danimarca         | 13        |
| Paesi Bassi       | 44        |
| Stati Uniti       | 120       |
| Classifica (2017) | Posizione |
| Danimarca         | 97        |